# Urticaria

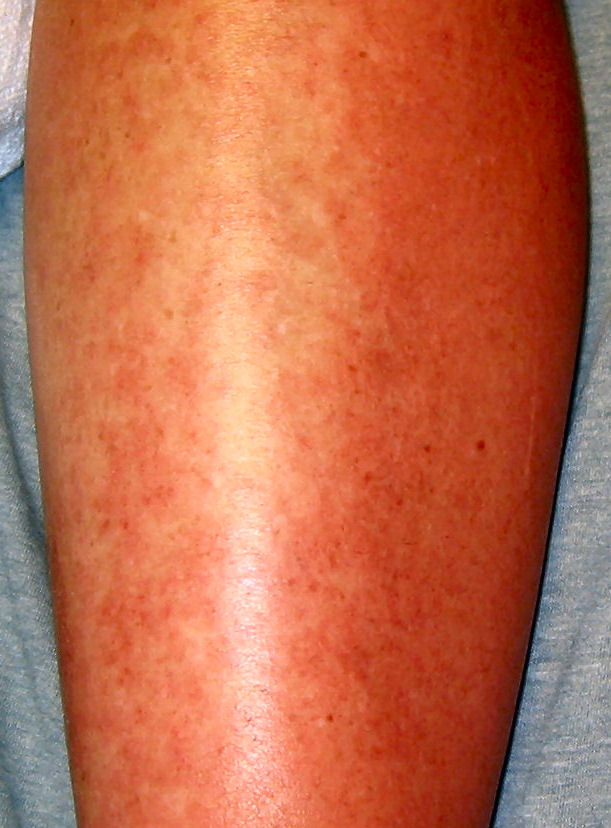
Urticaria inducida por antibióticos.

La urticaria es una enfermedad de la piel caracterizada por lesiones cutáneas edematosas, de contornos delimitados y con un halo eritematoso, generalmente evanescentes y cambiantes. La urticaria va acompañada, generalmente, de prurito, conocido también como picazón. 
Las lesiones se denominan habones y son la consecuencia de vasodilatación y edema de la dermis superficial, que en ocasiones vienen acompañados de angioedema. La duración de los habones oscila entre 2 y 6 horas desde su inicio, y pueden desaparecer espontáneamente para aparecer de nuevo en el mismo u otro lugar horas o días después. No dejan ninguna marca o lesión en la piel como secuela.
Se considera urticaria aguda cuando las lesiones tienen una duración menor a 6 semanas y urticaria crónica cuando su duración es mayor. Las causas de la urticaria aguda no están totalmente aclaradas, se desencadena por fenómenos inmunitarios que en ocasiones son la consecuencia de un proceso alérgico a algún alimento o medicamento. Los mecanismos de la urticaria crónica parecen ser debidos a respuestas exacerbadas del sistema inmunitario. Uno de los mediadores químicos que provoca los síntomas es la histamina.
Es una enfermedad frecuente que puede aparecer a cualquier edad, pero diversos trabajos muestran mayor tendencia en adolescentes y adultos jóvenes. Entre niños y adolescentes la urticaria aguda es más común que la crónica y esta última es dos veces más frecuente en mujeres que en hombres.

## Tipos de urticaria
Los tipos de urticaria son:

### Urticaria crónica
- Urticaria crónica inducible
  - Urticaria acuagénica
  - Urticaria a frigore o al frío
  - Urticaria al calor
  - Urticaria colinérgica
  - Urticaria solar
  - Urticaria por presión retardada
  - Dermografismo sintomático (urticaria factitia)
  - Urticaria vibratoria
  - Urticaria de contacto
- Urticaria crónica espontánea
- Vasculitis urticariana

## Epidemiología
Se estima que entre el 15 y el 25% de la población ha sufrido en algún momento un cuadro urticaria aguda. En el caso de urticaria crónica la prevalencia se estima en torno al 0.5-1% y hay estimaciones conservadoras que afirman que un 1.3% de la población en Europa sufre urticaria crónica.
En cuanto a la edad, la urticaria puede aparecer a cualquier edad, aunque el grupo más afectado tiene entre 20 y 40 años. Respecto al sexo, afecta a dos mujeres por cada hombre aproximadamente.

## Causas
Las causas que pueden desencadenar el episodio de urticaria son muy variadas y pueden dividirse en dos grupos: inmunológicas y no inmunológicas.

### Inmunológicas
Suelen estar provocadas por alergia a algún medicamento, alimento o ingredientes específicos:
- El nitrito sódico es uno de los ingredientes que contienen los alimentos que más causan urticaria, en los enfermos con urticaria crónica y además es cancerígeno, figura en el libro de Toxicología Avanzada.[6]

Estos ingredientes son conservantes que se emplean en productos cárnicos para darle un color más rojizo y apetecible, se encuentran en productos tan corrientes de algunas marcas de salchichas y jamón cocido.
Otros ingredientes que se enumeran en toxicología avanzada causantes de la urticaria son: sacarina, aspartame, ciclamatos, BHA, BHT, benzoatos, sulfitos.
- Alergias a medicamentos, frecuentemente antibióticos del grupo de la penicilina como la amoxicilina y analgésicos del grupo de las pirazolonas como la dipirona.
- Alergia a alimentos, principalmente huevo, mariscos, aguacate, trigo, frutos secos y soja.
- Picaduras de insectos.
- Contacto: plantas (aloe vera, etc.),[7] cosméticos, látex, etc.
- Urticaria autoinmune. Más de la mitad de todos los casos de urticaria idiopática crónica (de causa no conocida) son en realidad el resultado de un mecanismo autoinmune. Los pacientes a menudo presentan otros trastornos autoinmunes, tales como la tiroiditis autoinmune, la enfermedad celíaca, la diabetes tipo 1, la artritis reumatoide, el síndrome de Sjögren o el lupus eritematoso sistémico.[8]

### No inmunológicas
- En este grupo se incluyen las urticarias físicas, provocadas por diversas circunstancias, entre ellas el frío, la sudoración, ejercicio físico, o el roce o contacto con la piel.
- También se incluyen las urticarias infecciosas asociadas más frecuentemente a infecciones virales (virus de Epstein-Barr, etc.), bacterias (estreptococo, etc.).[9]

## Tratamiento
Para el tratamiento se emplean medicamentos antihistamínicos y corticoides de manera puntual en los casos severos, los cuales facilitan la desaparición de los síntomas en la urticaria aguda y mejoran la urticaria crónica. Estos tratamientos deben ser prescritos por un médico, pues tienen contraindicaciones y efectos secundarios, por lo que previamente a su administración es precisa una valoración por profesionales sanitarios.
En algunos pacientes con urticaria crónica, los antihistamínicos no son efectivos. En estos casos, se solía recomendar la ciclosporina A, pero en la actualidad se recomienda el uso de Omalizumab (Xolair) acorde a las guías establecidas.
En el caso de la urticaria crónica inducible, también se recomienda evitar la exposición al agente causante de los síntomas, ya sea evitar la radiación solar, el frío o la vibración.
Existen algunos alimentos que en determinadas circunstancias pueden provocar un episodio de urticaria en personas no alérgicas o bien favorecer su mantenimiento, ello se debe a que son liberadores de aminas vasoactivas o de histamina, debe comprenderse que este mecanismo es diferente al de la alergia. Aunque en el pasado se recomendaba evitar algunos alimentos durante un episodio de urticaria, hoy en día no se ha confirmado una causalidad entre ambas variables.